# Vreme za ljubav ističe (singel)
Vreme za ljubav ističe je duetska pesem srbske folk-pop pevke Svetlane Ražnatović - Cece in pop-rock pevca Oliverja Mandića, ki je bila objavljena 29. decembra leta 2007, v beograjski založbeni hiši Komuna.  Promocija singla se je zgodila 24. januarja leta 2008 v Beogradu. 
Singel je ponovno objavljen 26. marca leta 2014 na glasbenem albumu Oliverja Mandića, ki nosi naziv Ono što ti nisam rekao in je izšel v beograjski založbeni hiši PGP-RTS. Singel na tem albumu ima na novo ustvarjen aranžma. Od tega dneva je singel objavljen tudi v digitalni obliki.  

## Nastanek dueta
Oliver Mandić je ustvaril skladbo za pesem že v začetku leta 1995. Nekaj mesecev kasneje je znana tekstopiska Marina Tucaković napisala besedilo in pesem bi morala biti objavljena leta 1996 na Oliverjevem albumu z naslovom Kada ljubav ubije. A do objave nikoli ni prišlo.  Nato je leta 2007 Oliver prišel na idejo, da bi pesem spremenil v duet, k sodelovanju pa je povabil Ceco. Pesem, ki je sprva nosila naziv Kad prestanem da te volim je tako med snemanjem v studiu dobila nov naziv.  Ceca je svoj del pesmi posnela novembra leta 2007.

## Izdaja singla
| Digitalna različica | Digitalna različica                      | Digitalna različica | Digitalna različica | Digitalna različica | Digitalna različica |
| Št.                 | Naslov                                   | Besedilo            | Glasba              | Aranžerji           | Dolžina             |
| ------------------- | ---------------------------------------- | ------------------- | ------------------- | ------------------- | ------------------- |
| 1.                  | „Vreme za ljubav ističe‟ (Ceca & Oliver) | Marina Tucaković    | Oliver Mandić       | Oliver Mandić       | 4:23                |

| Album "Ono što ti nisam rekao" (2014) | Album "Ono što ti nisam rekao" (2014)    | Album "Ono što ti nisam rekao" (2014) | Album "Ono što ti nisam rekao" (2014) | Album "Ono što ti nisam rekao" (2014) | Album "Ono što ti nisam rekao" (2014) |
| Št.                                   | Naslov                                   | Besedilo                              | Glasba                                | Aranžerji                             | Dolžina                               |
| ------------------------------------- | ---------------------------------------- | ------------------------------------- | ------------------------------------- | ------------------------------------- | ------------------------------------- |
| 1.                                    | „Voleo sam jednom‟                       | Marina Tucaković                      | Oliver Mandić                         | Oliver Mandić                         | 4:16                                  |
| 2.                                    | „Vreme za ljubav ističe‟ (Ceca & Oliver) | Marina Tucaković                      | Oliver Mandić                         | Oliver Mandić                         | 4:20                                  |
| 3.                                    | „Ono što ti nisam rekao‟                 | Marina Tucaković                      | Oliver Mandić                         | Oliver Mandić                         | 4:29                                  |
| 4.                                    | „Osloni se na mene‟                      | Marina Tucaković                      | Oliver Mandić                         | S. Marković                           | 4:51                                  |

## Promocija singla
Singel je promoviran na glamurozni proslavi v Beogradu, 24. januarja leta 2008. Na promociji singla se je po poročanju samih medijev znašlo rekordno število novinarjev, pa tudi Cecinih glasbenih kolegov in sodelavcev.  Ceca je na proslavi razkrila načrte o snemanju videospota. 

## Snemanje videospota
Oktobra leta 2008 sta Oliver in Ceca v kultnem beograjskem gledališču Atelje 202 posnela videospot. Režiser spota Milan Radulović, sicer sin Marine Tucaković, je razkril, da bo Ceca v spotu povsem neprepoznavna.  Fotografije s snemanja so razkrile, da sta Ceca in Oliver v spotu plešasta. Videospot ni bil nikoli objavljen. 

## Ostale informacije
Singel je bil na portalu YouTube objavljen marca 2017. Trenutno šteje 8,5 milijone ogledov. (september 2020)